# Ходнєв Олексій Іванович
Хо́днєв Олексій Іванович (6 (18) лютого 1818), Петербург, Рос. імперія — 5 (17) березня 1883, Петербург) — російський біохімік, працював також в Україні, основоположник біохімії в Україні. Автор першого в Рос. імперії підручника з біохімії — «Курс фізіологічної хімії», виданого 1847 року.

## Біографія
Народився 1818 року у Петербурзі. Закінчив 1841 року Головний педагогічний інститут у Петербурзі. Після цього був відряджений за кордон. Звіт про це відрядження 1845 року помістив у «Журналі міністерства народної освіти» («Журнал Министерства Народного Просвещения», Т. XXXIX). У 1846–1854 роках працював у Харківському університеті, з 1847 року — ад'юнкт, з 1848 року — професор. 1847 року видав перший у Рос. імперії підручник з біохімії — «Курс фізіологічної хімії». 1848 року захистив докторську дисертацію «Про об'єднання мінеральної та органічної хімії в єдине ціле». У 1854 році переїхав до Петербурга, де займався публіцистичною діяльністтю. Вступив до Імператорського Вільного економічного товариства, де 1859 року очолив відділення з допоміжних сільському господарству наук, потім був редактором «Праць Вільного економічного товариства» («Труды Вольного экономического общества») і секретарем товариства.
Наукові праці Ходнєва присвячені вивченню так званих драглистих рослинних (пектинових) речовин, фізико-хімічних властивостей ґрунтів, теорії каталічних явищ.

## Твори
- «Состав студенистых растительных веществ и их физиологическое назначение». — СПб., 1846, магістерська дисертація,
- «Курс физиологической химии». — 1847,
- «Историческое развитие понятий о хлоре и влияние их на теоретическую часть химии». — 1847,
- «Курс технической химии». — СПб., 1856,
- «Руководство к селитроварению в Малороссии». — СПб., 1858,
- «Химическая часть товароведения». — 1859.
- «Историю Императорского Вольно-Экономического Общества». — 1865.
- «Мораль и политика на Востоке». — СПб., 1874, переклад з П. Жане,
- «Протоколы собраний льноводов». — СПб., 1878,
- «Тайны неба и земли». — СПб., 1877,
- «Физико-химические исследования почвы и подпочвы черноземной полосы Европейской России». — СПб., 1879.